# Jaime Ray Newman
Jaime Ray Newman (Farmington Hills, Míchigan; 2 de abril de 1978) es una actriz y cantante estadounidense. Ella es conocida por su papel de Kristina Cassadine en la soap opera General Hospital, Mindy O'Dell en la serie dramática Veronica Mars, Kat Gardener en la serie de fantasía Eastwick, Tess Fontana en la serie de ciencia ficción Eureka, Kat Petrova en la serie de drama y suspenso Red Widow, Sam Gordon en la serie de comedia dramática Mind Games, Allison Roth en la serie de drama criminal Wicked City, y Sarah Lieberman en la serie de Marvel The Punisher.

## Primeros años
Newman nació en Farmington Hills, Míchigan, hija de Marsha Jo y Raphael Newman. Ella tiene una hermana, Beth Nicole, directora de relaciones públicas globales en J Brand. comenzó a actuar a los once años en el debut teatral de Israel Horovitz A Rosen by Any Other Name. Ella trabajó consistentemente alrededor de Detroit, actuando en muchos de los teatros regionales. Newman recibió su educación primaria en la escuela judía Jewish Hillel Day School of Metropolitan Detroit, donde actuó como Ado Annie Carnes en la obra Oklahoma! en cuarto grado.
Después de Hillel, Newman asistió a la escuela privada Cranbrook Kingswood School en Bloomfield, Míchigan, y pasó sus veranos en Interlochen Center for the Arts donde ganó el Corson Award por Logros Sobresalientes en Actuación. Mientras cursaba la escuela secundaria en Cranbrook, ganó el primer lugar en Michigan Interscholastic Forensic Association, una competencia dramática estatal, durante tres años consecutivos. A los 16 años, Newman fundó Apollo Theatre Productions, sirviendo como productora y directora. Se graduó de Cranbrook en 1996. Newman luego asistió al conservatorio Boston University College of Fine Arts durante dos años, antes de trasladarse a la Universidad de Northwestern con especialización inglés y drama.
En Northwestern, fundó el Festival de Ignición para Mujeres en las Artes. A través de eso, produjo y actuó en la obra de Paula Vogel How I Learned To Drive. Mientras vivía en Chicago, actuó con su propio cuarteto de jazz. Newman se mudó a Los Ángeles en septiembre de 2000. Su primo es el actor Ben Kurland.

## Carrera
En la Universidad de Northwestern fundó el Festival Ignition para mujeres en las artes.
De joven cantó en una banda llamada "School Boy Crush".
El 24 de agosto del 2001 se unió al elenco de la exitosa serie General Hospital donde interpretó a la asistente Kristina Cassadine, la hija de Mikkos Cassadine (John Colicos) y Kristin Bergman, y hermana de Stavros, Stefan, Valentin Cassadine y Alexis Davis, hasta el 6 de enero del 2003 después de que su personaje muriera en una explosión ocasionada por Luis Alcázar (Ted King).  
En 2003 apareció como invitada en la serie CSI: Crime Scene Investigation durante el episodio "After the Show" de la cuarta temporada donde dio vida a Julie Waters, una bailarina que ha desaparecido, posteriormente apareció nuevamente en la serie ahora interpretando a Melinda Carver, la socia productora del asesinado productor Jonathan Danson en el episodio "A Space Oddity".
En el 2005 apareció como personaje recurrente de la serie Stargate Atlantis donde interpretó a la teniente Laura Cadman. Ese mismo año interpretó a la azafata Amanda Walker, quien ayuda a los hermanos Winchester a sacar al demonio que se encuentra dentro del copiloto en la serie Supernatural.
En 2006 se unió al elenco recurrente de la serie Veronica Mars donde dio vida a Mindy O'Dell, la esposa de Cyrus O'Dell (Ed Begley, Jr.) hasta el 2007 después de que su personaje fuera asesinado accidentalmente por Hank Landry (Patrick Fabian). Ese mismo año apareció en la serie Bones, donde dio vida a la periodista Stacy Goodyear.
En 2007 apareció como invitada en un episodio de la serie Heroes donde dio vida a la joven Victoria Pratt, ingeniera biológica que el día de San Valentín de 1977 descubrió el virus Shanti. La actriz Joanna Cassidy interpretó a Victoria de adulta, quien ahora forma parte del grupo de los doce fundadores de la "Compañía". 
Ese mismo año dio vida a Lacy Kyle, quien junto a su esposo Dennis (Todd Grinnell) son asesinados por el delirante asesino en serie y secuestrador Tobias Hankel (James Van Der Beek) por su excesiva riqueza durante el episodio "The Big Game" de la serie Criminal Minds.
En el 2008 obtuvo un pequeño papel en la película Made of Honor donde interpretó a Ariel, quien es la cita en la panadería.
Ese mismo año apareció como invitada en la serie Leverage donde interpretó a Aimee Martin, la exnovia de Eliot Spencer (Christian Kane).
En septiembre del 2009 se unió al elenco de la serie Eastwick donde interpretó a la enfermera Katherine "Kat" Gardener, una bruja dotada con poderes elementales que despertaron junto con los de Roxie y Joanna, hasta el final de la serie en febrero del 2010.
Ese mismo año se unió al elenco de la serie Eureka donde dio vida a la doctora Tess Fontana, una ingeniera y astrofísica, y la exnovia del sheriff Jack Carter (Colin Ferguson), hasta el 2010 después de que su personaje decidiera irse luego de que su relación con Jack terminara.
En el 2010 se unió al elenco recurrente de la serie Drop Dead Diva donde interpretó a la abogada Vanessa Hemmings, el interés romántico de Grayson Kent (Jackson Hurst) hasta el 2013.
En 2011 apareció como invitada en la serie NCIS donde interpretó a teniente comandante de la marina Melanie Burke.
Ese mismo año apareció en la serie Grimm donde interpretó a Angelina Lasser, una Blutbad y exnovia de Monroe (Silas Weir Mitchell), hasta el 2012 después de que su personaje muriera tras recibir un disparo del criminal Will (Joshua St. James). 
También apareció en la popular serie CSI: New York donde interpretó a Claire Conrad Taylor, la fallecida esposa del detective Mac Taylor (Gary Sinise), quien muere durante los atentados del 9/11.
En 2013 interpretó a Alice Greystoke en la película animada Tarzan.
Ese mismo año se unió al elenco principal de la serie Red Widow donde interpretó a Katrina "Kat" Petrova-Crum, la hermana de Marta Petrova-Walraven (Radha Mitchell) y Irwin Petrova (Wil Traval) e hijo de Andrei Petrova (Rade Serbedzija) Elena "Lena" Petrova (Natalija Nogulich), hasta el final de la serie ese mismo año, luego de finalizar la primera temporada.
En el 2014 se unió al elenco principal de la serie Mind Games donde interpretó a la exladrona Samantha "Sam" Gordon, hasta el final de la serie ese mismo año. Ese mismo año apareció como invitada en la serie Franklin & Bash donde interpretó a Cheryl Koch, la rival de la abogada Anita Haskin (Toni Trucks) durante el episodio "Spirits in the Material World".
En 2015 se unió al elenco principal de la serie Wicked City donde interpretó a Allison Roth, la esposa del detective Jack Roth (Jeremy Sisto) hasta la cancelación ese mismo año. Ese mismo año apareció en la serie Bosch donde interpretó a la abogada Laura Kell.
En el 2016 se unió al elenco recurrente de la cuarta temporada de la serie Bates Motel donde interpretó a la contadora Rebecca Hamilton, la exnovia del oficial Alex Romero (Nestor Carbonell).
Ese mismo año apareció como invitada en la serie Major Crimes donde dio vida a Wildred Darnell, la madre de Dwight Darnell (Brett Davern), un joven de la supremacía blanca responsable de matar a varias parejas de raza mixta y que termina involucrado en un tiroteo en masa con la policía.
En 2017 se unió al elenco principal de la serie The Punisher donde interpreta a Sarah Lieberman, la esposa de Microchip (Ebon Moss-Bachrach), hasta ahora.
Ese mismo año interpretará a Laura Ecas en la película Valley of the Gods donde compartirá créditos con los actores Josh Hartnett y Charlotte Rampling.
A finales de 2018 el equipo de NBC la contrató para interpretar a Patience Lucero en la serie de fantasía Midnight Texas, desafortunadamente, la serie fue cancelada por falta de audiencia y no se renovó para una tercera temporada, por tanto su papel también fue cancelado.

## Filmografía

### Cine
| Año  | Título                                         | Rol                    | Notas             |
| ---- | ---------------------------------------------- | ---------------------- | ----------------- |
| 1999 | Full Blast                                     | Bo                     |                   |
| 2002 | The Violent Kind                               | Amanda                 |                   |
| 2002 | Star Quality                                   | Katie Swellhead        | Cortometraje      |
| 2002 | Catch Me If You Can (Atrápame si puedes [Esp]) | Monica                 |                   |
| 2005 | Lonesome Matador                               | Emily                  | Cortometraje      |
| 2005 | Living 'til the End                            | Audrey Gersons         |                   |
| 2005 | Dicen Por Ahí...                               | Conference Greeter     |                   |
| 2007 | Raw Footage                                    | Rachel Graham          | Cortometraje      |
| 2007 | Sex and Breakfast                              | Betty                  |                   |
| 2007 | LA Blues                                       | Jack's Ex-Wife         |                   |
| 2007 | Live!                                          | Anchorwoman            |                   |
| 2008 | Made of Honor                                  | Ariel / Bakery Date    |                   |
| 2008 | A Line in the Sand                             | Ann Marie              |                   |
| 2009 | Dr. Dolittle: Million Dollar Mutts             | Emmy                   | Voz. Video        |
| 2009 | Logorama                                       | Radio Dispatch Girl    | Voz. Cortometraje |
| 2012 | Rubberneck                                     | Danielle Jenkins       |                   |
| 2013 | Altered Minds                                  | Julie Shellner         |                   |
| 2013 | Game of Assassins                              | Emma                   |                   |
| 2013 | Tarzan                                         | Alice Greystoke        | Voz               |
| 2016 | Heirloom                                       | Dr. McKoy              | Cortometraje      |
| 2016 | A Christmas in New York                        | Susan Clark            |                   |
| 2017 | Valley of the Gods                             | Laura Ecas             | En posproducción  |
| 2018 | Skin                                           |                        | Corto             |
| 2018 | Skin                                           | Enfermera Melissa Frye |                   |
| 2019 | Valley of the Gods                             | Laura Ecas             |                   |
| 2020 | MK Ultra                                       | Rose Strauss           |                   |

### Televisión
| Año       | Título                         | Rol                     | Notas                                     |
| --------- | ------------------------------ | ----------------------- | ----------------------------------------- |
| 2001      | The Drew Carey Show            | Tina                    | Episodio: "The Warsaw Closes"             |
| 2002–2003 | General Hospital               | Kristina Cassadine      | 68 episodios                              |
| 2003      | Happy Family                   | Amanda                  | Episodio: "The Doghouse"                  |
| 2003      | CSI: Crime Scene Investigation | Julie Waters            | Episodio: "After the Show"                |
| 2004      | Wedding Daze                   | Teri Landry             | Película para televisión                  |
| 2005      | McBride: Murder Past Midnight  | Emily Harriman          | Película para televisión                  |
| 2005      | Supernatural                   | Amanda Walker           | Episodio: "Phantom Traveler"              |
| 2005      | Stargate Atlantis              | Lt. Laura Cadman        | 2 episodios                               |
| 2006      | Hollis & Rae                   | Hollis Chandler         | Piloto fallido                            |
| 2006      | Crossing Jordan                | Cpt. Gwen Osbourne      | Episodio: "Code of Ethics"                |
| 2006      | Bones                          | Stacy Goodyear          | Episodio: "The Woman in the Car"          |
| 2006      | Medium                         | Angela Saunders / Jade  | Episodio: "A Changed Man"                 |
| 2006      | Related                        | Kylie Stewart           | 2 episodios                               |
| 2006      | E-Ring                         | Natalie Hughes          | 4 episodios                               |
| 2006      | Under the Mistletoe            | Susan Chandler          | Película para televisión                  |
| 2006–2007 | Veronica Mars                  | Mindy O'Dell            | 8 episodios                               |
| 2007      | I'm Paige Wilson               | Paige Wilson            | Película para televisión                  |
| 2007      | Marlowe                        | Tracy Faye              | Película para televisión                  |
| 2007      | Criminal Minds                 | Lacy Kyle               | Episodio: "The Big Game"                  |
| 2007      | Heroes                         | Young Victoria Pratt    | Episodio: "Truth & Consequences"          |
| 2008      | Lincoln Heights                | Sabrina Gasper          | 4 episodios                               |
| 2008      | Leverage                       | Aimee Martin            | Episodio: "The Two-Horse Job"             |
| 2009      | Nip/Tuck                       | Daphne Pendell          | 2 episodios                               |
| 2009      | CSI: Crime Scene Investigation | Melinda Carver          | Episodio: "A Space Oddity"                |
| 2009      | Mental                         | Zan Avidan              | 3 episodios                               |
| 2009–2010 | Eastwick                       | Kat Gardener            | 13 episodios                              |
| 2009–2010 | Eureka (serie de televisión)   | Tess Fontana            | 12 episodios                              |
| 2010–2013 | Drop Dead Diva                 | Vanessa Hemmings        | 10 episodios                              |
| 2010–2011 | Life Unexpected                | Julia                   | 2 episodios                               |
| 2011      | Royal Pains                    | Stacey Saxe             | Episodio: "Astraphobia"                   |
| 2011      | CSI: NY                        | Claire Taylor           | 2 episodios                               |
| 2011      | NCIS                           | Lt. Cmdr. Melanie Burke | 2 episodios                               |
| 2011–2012 | Grimm                          | Angelina Lasser         | 2 episodios                               |
| 2012      | Castle                         | Holly Franklin          | Episodio: "Til Death Do Us Part"          |
| 2012      | Red Widow                      | Kat Petrova             | 8 episodios                               |
| 2014      | Mind Games                     | Sam Gordon              | 9 episodios                               |
| 2014      | Franklin & Bash                | Cheryl Koch             | Episodio: "Spirits in the Material World" |
| 2015      | Bosch                          | Laura Kell              | 2 episodios                               |
| 2015      | Satisfaction                   | Kate                    | 2 episodios                               |
| 2015      | Wicked City                    | Allison Roth            | 6 episodios                               |
| 2016      | Bates Motel                    | Rebecca Hamilton        | 7 episodios                               |
| 2016      | Major Crimes                   | Wildred Darnell         | 3 episodios                               |
| 2017      | The Punisher                   | Sarah Lieberman         | 13 episodios                              |

## Premios y nominaciones
Premios Óscar
| Año  | Categoría          | Película | Resultado |
| ---- | ------------------ | -------- | --------- |
| 2019 | Mejor cortometraje | Skin     | Ganadora  |